# Groupe de NGC 1097
Le groupe de NGC 1097 comprend au moins 5 galaxies situées dans la constellation du Fourneau. La distance moyenne entre ce groupe et la Voie lactée est d'environ 18,9 Mpc (∼61,6 millions d'al). 

## Membres
Le tableau ci-dessous liste les 5 galaxies du groupe indiquées dans l'article de A.M. Garcia paru en 1993.   
| Nom                    | Class.            | Type                  | α (J2000.0)   | δ (J2000.0)  | Vitesse radiale (km/s) | m     | Distance (Mpc) | Dimension (kal) |
| ---------------------- | ----------------- | --------------------- | ------------- | ------------ | ---------------------- | ----- | -------------- | --------------- |
| NGC 1079               | (R_1R'_2)SAB(r'l) | Spirale intermédiaire | 02h 43m 44.3s | -29° 00′ 12″ | 1452 ± 5               | 11,5  | 20,3 ± 1,5     | 106             |
| NGC 1097               | SB(s)b            | Spirale barrée        | 02h 46m 19.0s | -30° 16′ 30″ | 1271 ± 3               | 9,5   | 17,8 ± 1,3     | 158             |
| IC 1826                | SAB0^+(rs)?       | Lenticulaire          | 02h 39m 03.5s | -27° 26′ 35″ | 1419 ± 8               | 12,8  | 19,8 ± 1,5     | 32              |
| NGC 1097A (PGC 10479)  | E pec?            | Elliptique            | 02h 46m 09.9s | -30° 13′ 41″ | 1368 ± 23              | 13,1  | 19,1 ± 1,6     | 15              |
| ESO 416-32 (NGC 1097B) | Sp                | Spirale               | 02h 49m 35.9s | -30° 34′ 41″ | 2363 ± 5               | 13,88 | 17,6 ± 1,3     | 15              |

Le site DeepskyLog permet de trouver aisément les constellations des galaxies mentionnées dans ce tableau ou si elles ne s'y trouvent pas, l'outil du site constellation permet de le faire à l'aide des coordonnées de la galaxie. Sauf indication contraire, les données proviennent du site NASA/IPAC.